# ONS (televisiezender)
ONS, vanaf de oprichting op 1 januari 2006 tot 13 september 2015 NostalgieNet geheten, is een Nederlands digitaal televisiekanaal voor een ouder publiek. ONS zendt beeldmateriaal van de jaren veertig tot en met de jaren tachtig uit. Elke maand staat een bepaald thema bij de zender centraal. Onderwerpen als Nederlands-Indië, Nederland Waterland, spoorwegen, molens, werk, eten en huishouden worden uitgezonden.
ONS is bij KPN, Ziggo, Caiway, KGB, Canal Digitaal, CAI, Glashart Media en HSO te ontvangen. Bij Ziggo maakt ONS deel uit van het basispakket.
De naam van de zender is geen afkorting, zoals beschreven op de website van ONS: "ONS is geen afkorting. De naam ONS representeert ons gezamenlijke verleden en onze gezamenlijke nostalgie die we bij ONS graag willen laten herleven op televisie."

## Programma's
ONS zendt onder andere de volgende programma's uit:
- Bij ONS aan tafel - Serie gesprekken met Kristel van Eijk met bekende gasten.
- Een bijzonder jaar - Een serie programma's die een overzicht geven van alles wat er in dat jaar gebeurde op het gebied van politiek, sport, cultuur en ander nieuws.
- Egmond Binnen - Een programma met muziek die op de radio steeds minder vaak te horen is: jazz, chansons, cabaret. Het programma wordt gepresenteerd door Anne van Egmond.
- Kluchten - Verschillende kluchten (blijspelen) zoals Daar komt de bruid, Ik slaap wel op de bank en Oscar.
- Mijn Nostalgisch Nederland (dinsdag) - een serie programma's over de nostalgie van steden en streken in Nederland, met onder andere Amsterdam, Rotterdam, Den Haag, Zuid-Limburg, de Achterhoek, West-Friesland en Groningen.
- Natuur in beeld - een serie over natuur in Nederland.
- Nederland Toen - een bloemlezing van Polygoon-fragmenten, met de kenmerkende stem van Philip Bloemendal als commentator. Thema's als vervoer, huishouden, mode en sport komen in dit programma voorbij.
- Ontdek je plekje - Idyllische beelden van steden en dorpen in Nederland, becommentarieerd door Joop Scheltens.
- Retourtje Toen - een serie programma's over een specifiek onderwerp waarin mensen van nu terugblikken op hun persoonlijke ervaringen van vroeger, met onderwerpen als mode, luchtvaart, muziek, sport, opvoeding en vakantie.
- Spoor door het verleden - een serie over treinen en trams in Nederland.

Daarnaast zendt ONS televisieseries uit zoals De Dageraad, Sil de Strandjutter en Portret van een Passie. Op woensdag zijn er Nederlandse speelfilms als Het meisje met den blauwen hoed, De dijk is dicht en Kort Amerikaans te zien.

## Beeldmerk

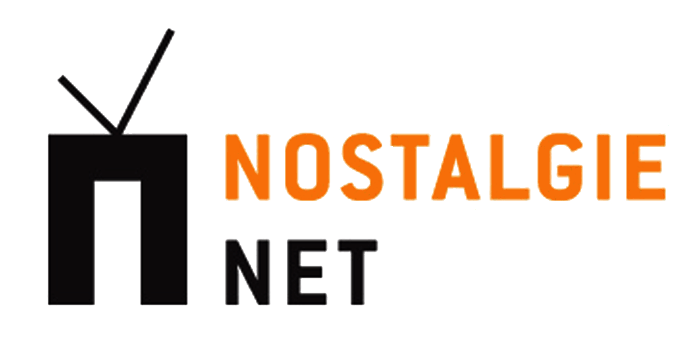
Van 1 januari 2006 t/m 12 september 2015
Sinds 13 september 2015